# Josh Christopher
Joshua "Josh" Evan Christopher (Carson, 8 de dezembro de 2001) é um jogador norte-americano de basquete profissional que atualmente joga no Miami Heat da National Basketball Association (NBA) e no Sioux Falls Skyforce da G-League.
Ele jogou basquete universitário por Arizona State e foi selecionado pelo Houston Rockets como a 24º escolha geral no draft da NBA de 2021.

## Início da vida e carreira no ensino médio
Christopher cresceu jogando basquete com seu irmão mais velho, Caleb, no ensino fundamental, ensino médio, em seus dois primeiros anos no Mayfair High School em Lakewood, Califórnia e no Amateur Athletic Union (AAU). Em seu segundo ano em Mayfair, Christopher teve médias de 25,9 pontos, 6,5 rebotes, 4 roubos de bola e 3,6 assistências e levou a sua equipe a um recorde de 21-8. Em sua terceira temporada, ele teve média de 25 pontos e venceu o título da Divisão 2AA. Em seu último ano, Christopher teve médias de 29,2 pontos, 8,0 rebotes, 3,9 assistências e 3,1 roubos de bola e levou sua equipe às quartas de final da Divisão 1 da Seção Sul da CIF.

### Recrutamento
Christopher foi um recruta de cinco estrelas e o segundo melhor armador na classe de recrutamento de 2020. Em 13 de abril de 2020, ele anunciou seu compromisso com Arizona State. Christopher se tornou o recruta mais bem classificado de Arizona State na era moderna do recrutamento e o primeiro recruta de cinco estrelas do programa desde James Harden em 2007.
| Nome | Cidade Natal                              | Escola/Universidade | Altura             | Peso           | Data da revisão     |
| --- | ----------------------------------------- | ------------------- | ------------------ | -------------- | ------------------- |
| Josh Christopher SG | Carson, CA                                | Mayfair (CA)        | 6 ft 5 in (1.96 m) | 215 lb (98 kg) | 13 de Abril de 2020 |
| Josh Christopher SG | Recrutamento: Rivais: 247sports: ESPN: 95 |                     |                    |                |                     |
| Classificação geral de novatos: 247Sports: 8º \| Rivals: 12º \| ESPN: 11º |                                           |                     |                    |                |                     |
| - Nota: Em muitos casos, Scout, Rivals, 247Sports e ESPN podem entrar em conflito em suas listas de altura e peso, nestes casos, a média foi obtida. A ESPN mede os calouros numa escala de 0 a 100. - Fonte: |                                           |                     |                    |                |                     |

## Carreira universitária
Como calouro em Arizona State, ele foi limitado a 15 jogos devido a lesão e teve médias de 14,3 pontos, 4,7 rebotes e 1,4 assistências. Em 31 de março de 2021, Christopher se declarou para o draft da NBA de 2021.

## Carreira profissional

### Houston Rockets (2021–2023)
Christopher foi selecionado pelo Houston Rockets como a 24ª escolha geral do draft da NBA de 2021. Em 7 de agosto de 2021, Christopher assinou um contrato de 4 anos e US$11.4 milhões com os Rockets.
Ele fez sua estreia oficial na NBA em 20 de outubro, registrando cinco pontos em oito minutos em uma derrota contra o Minnesota Timberwolves. Em 24 de novembro, os Rockets designaram Christopher para o Rio Grande Valley Vipers. Depois de ter média de 20 pontos em três jogos com os Vipers, ele foi chamado de volta pelos Rockets. Em 8 de dezembro, Christopher registrou 18 pontos com quatro cestas de três pontos em uma vitória de 104–114 sobre o Brooklyn Nets. Em 4 de fevereiro de 2022, ele registrou 23 pontos, quatro assistências e cinco rebotes em uma derrota contra o San Antonio Spurs. Em abril, ele registrou seu primeiro esforço de 30 pontos em uma derrota em casa contra o Timberwolves.
Christopher saiu da rotação na temporada de 2022-23. Seus minutos e números diminuíram quando os Rockets usaram Daishen Nix como armador da segunda unidade.
Em 8 de julho de 2023, o Memphis Grizzlies adquiriu Christopher em troca de Dillon Brooks em um acordo de cinco equipes. No entanto, ele foi dispensado em 30 de setembro.

### Salt Lake City Stars (2023–2024)
Em 13 de outubro de 2023, Christopher assinou um contrato de duas vias com o Utah Jazz, mas foi dispensado em 9 de janeiro de 2024, sem jogar pelo time. No entanto, ele fez 22 aparições com o afiliado do Jazz na G-League, o Salt Lake City Stars.

### Miami Heat / Sioux Falls Skyforce (2024–Presente)
Em 14 de janeiro de 2024, Christopher se juntou ao Sioux Falls Skyforce e em 25 de julho, ele assinou um contrato de duas vias com o Miami Heat.

## Estatísticas da carreira

### NBA

#### Temporada regular
| Ano      | Equipe   | PJ  | PT | MPJ  | AP   | 3P   | LL   | RT  | AS  | BR | TO | PPJ |
| -------- | -------- | --- | -- | ---- | ---- | ---- | ---- | --- | --- | -- | -- | --- |
| 2021–22  | Houston  | 74  | 2  | 18.0 | .448 | .296 | .735 | 2.5 | 2.0 | .8 | .1 | 7.9 |
| 2022–23  | Houston  | 64  | 2  | 12.3 | .465 | .236 | .750 | 1.1 | 1.0 | .5 | .2 | 5.8 |
| Carreira | Carreira | 138 | 4  | 15.1 | .456 | .266 | .742 | 1.8 | 1.5 | .6 | .1 | 6.8 |

### Universitário
| Ano     | Equipe        | PJ | PT | MPJ  | AP   | 3P   | LL   | RT  | AS  | BR  | TO | PPJ  |
| ------- | ------------- | -- | -- | ---- | ---- | ---- | ---- | --- | --- | --- | -- | ---- |
| 2020–21 | Arizona State | 15 | 15 | 29.7 | .432 | .305 | .800 | 4.7 | 1.4 | 1.5 | .5 | 14.3 |

Fonte:

## Vida pessoal
Christopher é o caçula de quatro irmãos que também são ligados ao basquete. Seu irmão, Patrick, jogou profissionalmente, incluindo uma breve passagem pelo Utah Jazz. A irmã de Christopher, Paris, jogou basquete universitário em Saint Mary's, mas sofreu uma lesão que acabou com a carreira quando caloura. Seu irmão, Caleb, foi jogador da Arizona State e de Tennessee Tech. O pai de Christopher, Laron, é músico. Seus pais são cristãos devotos.